# Ђурђевац (Мионица)
Ђурђевац је насеље у Србији у општини Мионица у Колубарском округу. Према попису из 2022. било је 162 становника.

## Демографија
У насељу Ђурђевац живи 245 пунолетних становника, а просечна старост становништва износи 45,1 година (42,5 код мушкараца и 47,5 код жена). У насељу има 91 домаћинство, а просечан број чланова по домаћинству је 3,26.
Ово насеље је великим делом насељено Србима (према попису из 2002. године), а у последња три пописа, примећен је пад у броју становника.
|  |

| Демографија | Демографија | Демографија |
| Година      | Становника  | Становника  |
| ----------- | ----------- | ----------- |
| 1948.       | 553         |             |
| 1953.       | 558         |             |
| 1961.       | 490         |             |
| 1971.       | 450         |             |
| 1981.       | 412         |             |
| 1991.       | 323         | 323         |
| 2002.       | 297         | 298         |

| Етнички састав према попису из 2002.‍ | Етнички састав према попису из 2002.‍ | Етнички састав према попису из 2002.‍ | Етнички састав према попису из 2002.‍ | Етнички састав према попису из 2002.‍ |
| ------------------------------------ | ------------------------------------ | ------------------------------------ | ------------------------------------ | ------------------------------------ |
|                                      |                                      |                                      |                                      |                                      |
| Срби                                 | Срби                                 |                                      | 294                                  | 98,98%                               |
| Црногорци                            | Црногорци                            |                                      | 2                                    | 0,67%                                |
| непознато                            | непознато                            |                                      | 1                                    | 0,33%                                |

| Година пописа     | 1948. | 1953. | 1961. | 1971. | 1981. | 1991. | 2002. |
| ----------------- | ----- | ----- | ----- | ----- | ----- | ----- | ----- |
| Број домаћинстава | 105   | 115   | 124   | 124   | 119   | 100   | 91    |

| Број чланова      | 1  | 2  | 3  | 4  | 5 | 6  | 7 | 8 | 9 | 10 и више | Просек |
| ----------------- | -- | -- | -- | -- | - | -- | - | - | - | --------- | ------ |
| Број домаћинстава | 22 | 23 | 10 | 10 | 7 | 11 | 6 | 2 | 0 | 0         | 3,26   |

| Пол    | Укупно | Неожењен/Неудата | Ожењен/Удата | Удовац/Удовица | Разведен/Разведена | Непознато |
| ------ | ------ | ---------------- | ------------ | -------------- | ------------------ | --------- |
| Мушки  | 121    | 28               | 86           | 5              | 1                  | 1         |
| Женски | 130    | 10               | 86           | 33             | 1                  | 0         |
| УКУПНО | 251    | 38               | 172          | 38             | 2                  | 1         |

| Пол    | Укупно                    | Пољопривреда, лов и шумарство | Рибарство                            | Вађење руде и камена | Прерађивачка индустрија       |
| ------ | ------------------------- | ----------------------------- | ------------------------------------ | -------------------- | ----------------------------- |
| Мушки  | 76                        | 61                            | 0                                    | 0                    | 6                             |
| Женски | 54                        | 43                            | 0                                    | 0                    | 2                             |
| УКУПНО | 130                       | 104                           | 0                                    | 0                    | 8                             |
| Пол    | Производња и снабдевање   | Грађевинарство                | Трговина                             | Хотели и ресторани   | Саобраћај, складиштење и везе |
| Мушки  | 0                         | 1                             | 1                                    | 0                    | 4                             |
| Женски | 0                         | 0                             | 0                                    | 0                    | 0                             |
| УКУПНО | 0                         | 1                             | 1                                    | 0                    | 4                             |
| Пол    | Финансијско посредовање   | Некретнине                    | Државна управа и одбрана             | Образовање           | Здравствени и социјални рад   |
| Мушки  | 0                         | 0                             | 2                                    | 0                    | 1                             |
| Женски | 2                         | 0                             | 1                                    | 3                    | 2                             |
| УКУПНО | 2                         | 0                             | 3                                    | 3                    | 3                             |
| Пол    | Остале услужне активности | Приватна домаћинства          | Екстериторијалне организације и тела | Непознато            | Непознато                     |
| Мушки  | 0                         | 0                             | 0                                    | 0                    | 0                             |
| Женски | 0                         | 0                             | 0                                    | 1                    | 1                             |
| УКУПНО | 0                         | 0                             | 0                                    | 1                    | 1                             |

## Галерија
- Ђурђевац - панорама
- Ђурђевац - панорама
- Ђурђевац - панорама
- Ђурђевац - панорама
- Ђурђевац - панорама
- Ђурђевац - панорама